# 叠溪千户所
叠溪千户所，明朝时设置的卫所。
洪武十一年（1378年）置。治所在今四川省茂县西北。属茂州卫。二十五年直隶四川都指挥使司。清朝康熙元年（1662年）废。 